# Amerykanin w Paryżu (film)
Amerykanin w Paryżu (ang. An American in Paris) – amerykański musical filmowy z 1951 roku w reżyserii Vincente Minnellego. Został nagrodzony pięcioma Nagrodami Akademii Filmowej, w tym Oscarem dla najlepszego filmu roku oraz Złotym Globem dla najlepszego filmu komediowego lub musicalu.
Film powstał na podstawie poematu symfonicznego Amerykanin w Paryżu autorstwa George’a Gershwina z 1928 roku.

## Obsada
- Gene Kelly − Jerry Mulligan
- Leslie Caron − Lise Bouvier
- Oscar Levant − Adam Cook
- Georges Guétary − Henri „Hank” Baurel
- Nina Foch − Milo Roberts
- Anna Q. Nilsson − Kay Jansen
- Eugene Borden − Georges Mattieu
- Paul Maxey − John McDowd

i inni

## Nagrody Akademii Filmowej
| Status    | Kategoria                              | Zwycięzca/nominowany                                            |
| --------- | -------------------------------------- | --------------------------------------------------------------- |
| Oscar     | najlepszy film                         | Arthur Freed (producent)                                        |
| Oscar     | najlepszy scenariusz oryginalny        | Alan Jay Lerner                                                 |
| Oscar     | najlepsza muzyka                       | Johnny Green Saul Chaplin                                       |
| Oscar     | najlepsze zdjęcia w filmie barwnym     | Alfred Gilks John Alton                                         |
| Oscar     | najlepsze kostiumy w filmie barwnym    | Orry-Kelly Walter Plunkett Irene Sharaff                        |
| Oscar     | najlepsza scenografia w filmie barwnym | Cedric Gibbons E. Preston Ames Edwin B. Willis F. Keogh Gleason |
| Nominacja | najlepszy reżyser                      | Vincente Minnelli                                               |
| Nominacja | najlepszy montaż                       | Adrienne Fazan                                                  |